# Bösbach
Der Bösbach ist ein etwa 8 Kilometer langer Bach am und vor dem Stufenrand der Südlichen Frankenalb. Nach seinem ungefähr nach Westen ziehenden Lauf  durchs Stadtgebiet von Weißenburg in Bayern im mittelfränkischen Landkreis Weißenburg-Gunzenhausen mündet er unterhalb der Stadt von links in den Felchbach. Am Oberlauf wird er auch Klingengraben, am Unterlauf Rohrbach genannt.

## Verlauf
Der Bösbach entspringt am Trauf der Südlichen Frankenalb in einer Erosionsbucht des Vorlandes der Südlichen Frankenalb nahe der Europäischen Hauptwasserscheide bei Oberhochstatt, nahe dem dortigen Römerkastell und der Kreisstraße WUG 13, auf einer Höhe von etwa 580 m ü. NHN. Nachdem er bald Oberhochstatt durchquert hat, fließt er in Richtung Nordwesten zunächst nach Niederhofen, unterhalb des Naturschutzgebietes Quellhorizonte und Magerrasen am Albtrauf bei Niederhofen, das sich der oberen Talhangkante entlangzieht.
Ab Niederhofen läuft er in südwestlicher Richtung durch Gänswirthshaus und vorbei an Rohrwalk zwischen den Talspornen Rohrberg im Norden und Wülzburger Berg im Süden. Es folgen Hohenmühle, Hagenbuch und Bosmühle. Dort unterquert er die Kreisstraße WUG 18 und danach die Bundesstraße 2. Der Bach fließt anschließend durch Habermühle, an der Siedlung am Galgenberg vorbei und durch die Lettenmühle. Auf dem weniger als 200 Meter langen Reststück ab der Lettenmühle zieht er der Staatsstraße St 2389 entlang.
Der Bösbach mündet schließlich an der nördlichen Grenze der Stadtgemarkung von Weißenburg in Bayern zu der von Ellingen, zwischen Weißenburg-Silbermühle im Süden und Ellingen-Bräumühle im Norden, auf einer Höhe von ungefähr 394 m ü. NHN in den linken und südlichsten Unterlaufarm des Felchbaches, der kurz darauf selbst in die Schwäbische Rezat mündet. Der etwa 7,7 Kilometer lange Bösbach hat bis auf kurze und unbenannte Rinnsale keine Zuflüsse.

## Mühlen
Der Bösbach trieb früher mehrere Mühlen an:
- Hohenmühle (Obermühle)
- Bosmühle
- Habermühle
- Lettenmühle